# Berufsverband der Medienvertreter
Der Berufsverband der Medienvertreter e.V. (BDV) ist der deutsche Berufsverband für Vermittler von Werbe-Medien, wie Werbeflächen, Werbesekunden oder anderen Werbeformen.

## Geschichte
Als Berufs- und Standes-Vereinigung der Anzeigen- und Reklamevertreter Deutschlands wurde Anfang der 1920er Jahre in Berlin der »Reichsverband der Anzeigenvertreter e.V.« gegründet. Der Sitz wechselte in den Anfangsjahren mehrfach, so wurde er kurz nach der Gründung nach Leipzig, 1926 nach Heidelberg und drei Jahre später nach Frankfurt am Main verlegt. 1927 erschien die erste Ausgabe einer Mitgliederzeitschrift, die Zeitschrift des Reichsverbandes der Anzeigenvertreter.
In der Zeit des Nationalsozialismus erfolgte 1934 die Zwangsauflösung und Eingliederung in die Nationalsozialistische Reichsfachschaft Deutscher Werbefachleute (NSRDW). Nach dem Ende des Zweiten Weltkriegs, am 20. Juni 1947 gründete sich in Frankfurt zunächst der Landesverband der Anzeigenvertreter in Hessen. Erst 1951 wurde die Wiedergründung des Bundesverbandes der Deutschen Anzeigenvertreter e.V., mit Sitz in Frankfurt, zugelassen. Sechs Jahre später, im Jahr 1957, erscheint auch wieder die Mitgliederpublikation, nun unter dem Namen Der Verlagsvertreter. 1958 firmiert der Verband um auf den Namen Bundesverband der Deutschen Verlagsvertreter e.V. (BDV).
1961 erkennt das Bundeswirtschaftsministerium die alleinige Vertretung des BDV als Berufsverband der Verlagsvertreter an. 1970 wird die heutige gültige Satzung beschlossen. Eine erneute Umfirmierung folgt 1989 in Berufsverband der Medienvertreter e.V unter Beibehaltung der Abkürzung BDV.

### Vorsitzende
Die Vorsitzenden der ersten Jahre waren
- Carl Seidewand (Berlin),
- Herr Kuntzemüller (Leipzig),
- Herr Seglitz (Leipzig)

- 1926–1934: Karl Niedermeyer Heidelberg/Frankfurt am Main
- 1947–1951: Johannes Stadler (Landesverband Hessen), Joachim von Mellenthin (Landesverband Hessen)
- 1951–1961: Karl Niedermeyer, Frankfurt am Main
- 1961–1963: Rolf Jacobsen, Hamburg
- 1963–1970: Hans Werner Kempa, Hamburg
- 1970–1975: Hans Ludwig, Nürnberg
- 1975–1986: Helmut Schaefer, Hungen
- 1986–1994: Eckhard Läufer, Stuttgart
- 1994–2008: Helmut Weipert, Frankfurt am Main
- seit 2008: Jürgen Lindemann, Bielefeld

## Organisation
Der BDV besteht aus einem Bundesverband und verschiedenen Regionalverbänden auf Landesebene. Das Geschäft des Bundesverbandes führt der Vorstand mit Geschäftsstelle in Frankfurt am Main.